# Articella

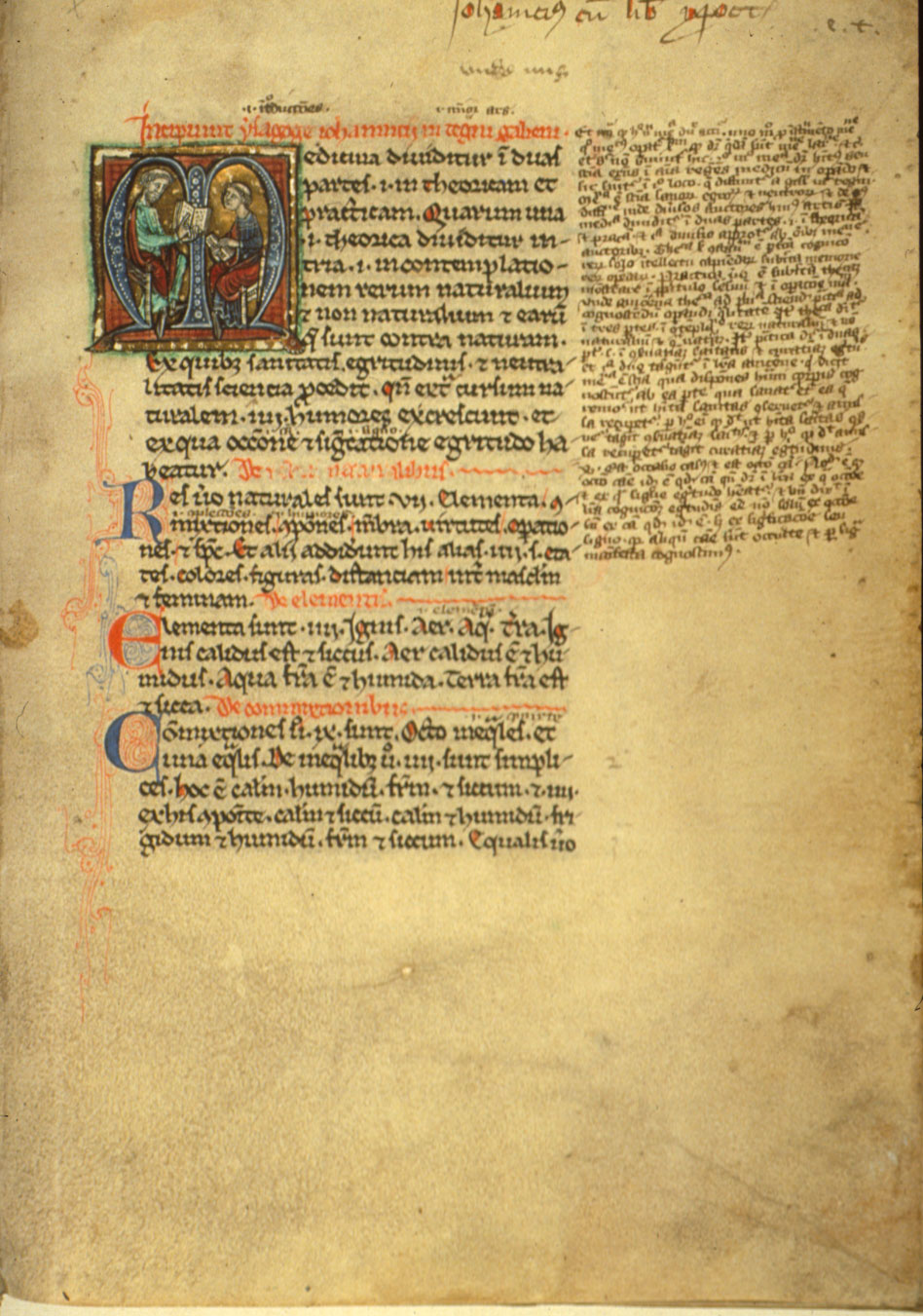
Primera pàgina d'un Isagoge - Articella del d'Oxford

La Articella és una col·lecció de tractats mèdics agrupats en un volum que s'utilitzava com a llibre de text i manual de referència pels estudiants de medicina entre els segles xiii i XVI. Durant l'edat mitjana, van circular diferents versions manuscrites d'aquesta antologia entre els estudiants. A partir del descobriment de la impremta (1476) se'n van editar també llibres.
La col·lecció era fonamentalment una expossició sintètica de la medicina, en forma de preguntes i respostes, escrita a Bagdad en el segle IXé pel metge i poliglot Hunayn ibn Ishaq, més conegut a Occident com Johannitius. Aquesta síntesi estava basada en l'obra de Galé Ars Medica (Techne iatrike) per això es va conèixer a Europa amb el nom d'Isagoge Johannitii ad Tegni Galieni (Introducció de Johannitius a l'Art de Galé).
A mitjans del segle xiii, en sorgir la formació médica formal en algunes universitats europees, va créixer la demanda de llibres de text. Els mestres de la influent Escola Mèdica Salernitana van popularitzar la pràctica d'afegir altres tractats a les còpies manuscrites de l'Isagoge Johannitii. Pràctica que, per exemple, va ser portada a terme a Toledo a començaments del segle xiii pel metge i traductor Marcos de Toledo.